# Pueblo Salto
Pueblo Salto es una localidad argentina ubicada en el departamento Oberá de la Provincia de Misiones. Depende administrativamente del municipio de Oberá, de cuyo centro urbano dista unos 9 km.
En sus comienzos, Pueblo Salto fue el lugar el cual se asentaron los primeros inmigrantes nórdicos, quienes luego se trasladaron a la zona de Yerbal Viejo, hoy Oberá.
Su escuela primaria data de 1940.

## Vías de acceso
Se accede a ella a través de un camino que nace en el autódromo de la ciudad de Oberá sobre la ruta provincial 103, pavimentado desde 2021. También se puede ingresar a Pueblo Salto desde un camino terrado que está pasando el ingreso al Camping Municipal Salto Berrondo .